# Graue Panther
Graue Panther (anteriormente: Allianz Graue Panther Deutschland), cuya traducción significa Alianza Pantera Gris Alemania,  es un partido político alemán. Se formó el 5 de octubre de 2013 a partir de la fusión de tres partidos surgidos tras la disolución de Die Grauen – Graue Panther.

## Programa
En su programa, el partido declara buscar convertirse en el heredero del partido Die Grauen – Graue Panther. El derecho de autodeterminación y la responsabilidad personal son principios claves del partido, por lo este se ve a sí mismo como un representante «de todas las generaciones». Aboga por una mayor integración europea en el ámbito de la política exterior y de defensa, y una política igualitaria en el campo de la educación, con igualdad de oportunidades. El partido rechaza encajar en un eje de izquierda-derecha.

## Organización
El partido cuenta con agrupaciones estatales en siete estados federados. Su sede se encuentra en Neitersen y su presidente es Georg Schulte. 

## Elecciones
Su primera participación electoral tuvo lugar en las Elecciones estatales de Berlín de 2016, donde obtuvieron un 1.1% de los votos. En las elecciones estatales de Hesse de 2018 obtuvo un 0.2%, mismo resultado obtenido en las elecciones al Parlamento Europeo de 2019.